# Alexander Gilli
Alexander Gilli, född den 29 april 1903 i Wien, död den 16 maj 2007 i Wien, var en österrikisk botaniker och pteridolog.
Auktorsnamnet Gilli kan användas för Alexander Gilli i samband med ett vetenskapligt namn inom botaniken; se Wikipediaartiklar som länkar till auktorsnamnet.